# Christian Hendrik Persoon

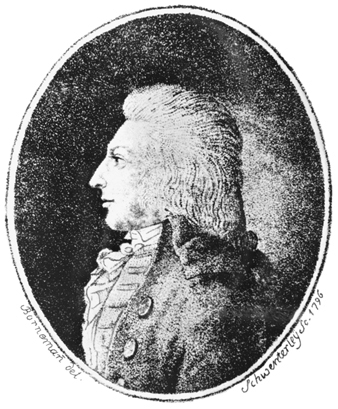
Christian Hendrik Persoon

Christian Hendrik Persoon (* 31. Dezember 1761 in der Kapkolonie; † 16. November 1836 in Paris) war ein Mykologe und Botaniker. Sein offizielles botanisches Autorenkürzel lautet „Pers.“

## Leben
Persoon stammte von niederländischen und deutschen Vorfahren ab und wurde in Südafrika geboren. Im Alter von 12 Jahren wurde er am 14. August 1775 in die Lateinschule in Lingen aufgenommen und schrieb sich 1780 an der dortigen Hochschule ein. Als Student lernte er in Göttingen Alexander von Humboldt kennen. 1800 wurde er zum korrespondierenden Mitglied der Göttinger Akademie der Wissenschaften und 1809 der Bayerischen Akademie der Wissenschaften gewählt.
Persoon überarbeitete und erweiterte die von Carl von Linné begründete Systematik der Pilze stark. Zusammen mit seinem Zeitgenossen Elias Magnus Fries gilt er als der Vater der modernen Mykologie. Eine bedeutende nomenklatorische Leistung war die Etablierung der Unterart als Rangstufe durch ihn.
Er starb völlig verarmt in Paris.

## Ehrungen
Ihm zu Ehren benannte John Edward Smith die Gattung Persoonia der Pflanzenfamilie der Silberbaumgewächse (Proteaceae). Auch die Pilzgattungen Persooniana Britzelm. und Persooniella Syd. sind nach ihm benannt.
Die seit 1959 erscheinende Zeitschrift Persoonia ist nach ihm benannt.

## Werke
- Observationes mycologicae (1795–1799)
- Synopsis methodica Fungorum (1801)
- Synopsis plantarum (1805–1807)
- Mycologia Europaea (1822–1828)

## Übersetzungen
- Abhandlung über die essbaren Schwämme. Mit Angabe der schädlichen Arten und einer Einleitung in die Geschichte der Schwämme. Aus dem Französischen übersetzt und mit einigen Anmerkungen begleitet von Johann Heinrich Dierbach. Neue Akademische Buchhandlung von Karl Groos, Heidelberg 1821.